# Happiness is You
Happiness is You es el decimoquinto álbum del cantante country Johnny Cash. Lanzado en 1966, este álbum contiene, entre otras canciones, «Guess Things Happen That Way» que es una canción que Cash ya había grabado durante su etapa en Sun Records. El álbum tuvo éxito llegando al puesto número 10 entre los álbumes de country.

## Lista de canciones
1. Happiness Is You – 2:59
(J. Cash/J. Carter)
2. Guess Things Happen That Way – 1:55
(Jack Clement)
3. Ancient History – 2:23
(Wayne P. Walker, Irene Stanton)
4. You Comb Her Hair – 2:42
(Harlan Howard, Hank Cochran)
5. She Came from the Mountains – 4:59
(Peter La Farge)
6. For Lovin' Me – 2:40
(Gordon Lightfoot)
7. No One Will Ever Know – 2:26
(Fred Rose, Mel Foree)
8. Is This My Destiny? – 2:31
(Helen Carter)
9. A Wound Time Can't Erase – 2:37
(Bill D. Johnson)
10. Happy to Be with You – 3:14
(Merle Kilgore, J. Carter, J. Cash)
11. Wabash Cannonball – 2:41
(A.P. Carter)

## Personal
- Johnny Cash - Vocalista
- Luther Perkins - Guitarra
- Norman Blake - Guitarra y dobro
- Bob Johnson - Guitarra y flauta
- Marshall Grant - Bajo
- W.S. Holland - Percusión
- Bill Pursell - Piano
- Maybelle Carter - Arpa de boca
- The Carter Family - Coros
- The Statler Brothers - Coros

## Posición en listas
Billboard (América del Norte)
| Año  | Tabla              | Posición |
| ---- | ------------------ | -------- |
| 1966 | Álbumes de country | 10       |